# Łuk madziarski
Łuk madziarski – broń używana przez Węgrów w okresie ich łupieżczych wypraw na Europę Zachodnią (862–955).
Była to odmiana łuku refleksyjnego. Miał długość 110–115 cm i zasięg 250 m, chociaż bardziej zabójczy był na dystansie kilkudziesięciu metrów. Mógł być rozkładany na części. Groty strzał były żelazne, miały najczęściej kształt rombu lub litery delta z ostrymi krawędziami. Były też groty z otworem pośrodku służącym do przymocowania zapalonego materiału, przez co strzały pełniły wówczas rolę pocisków zapalających i sygnalizujących. 
Łuk noszono w skórzanym łubiu zawieszonym z lewej strony pasa głównego, tak aby nie krępował ruchów. Kołczan mocowano do pasa po prawej stronie